# Pimpla erythema
Pimpla erythema är en stekelart som först beskrevs av Porter 1970.  Pimpla erythema ingår i släktet Pimpla och familjen brokparasitsteklar. Inga underarter finns listade i Catalogue of Life.